# Sânnicoară, Cluj

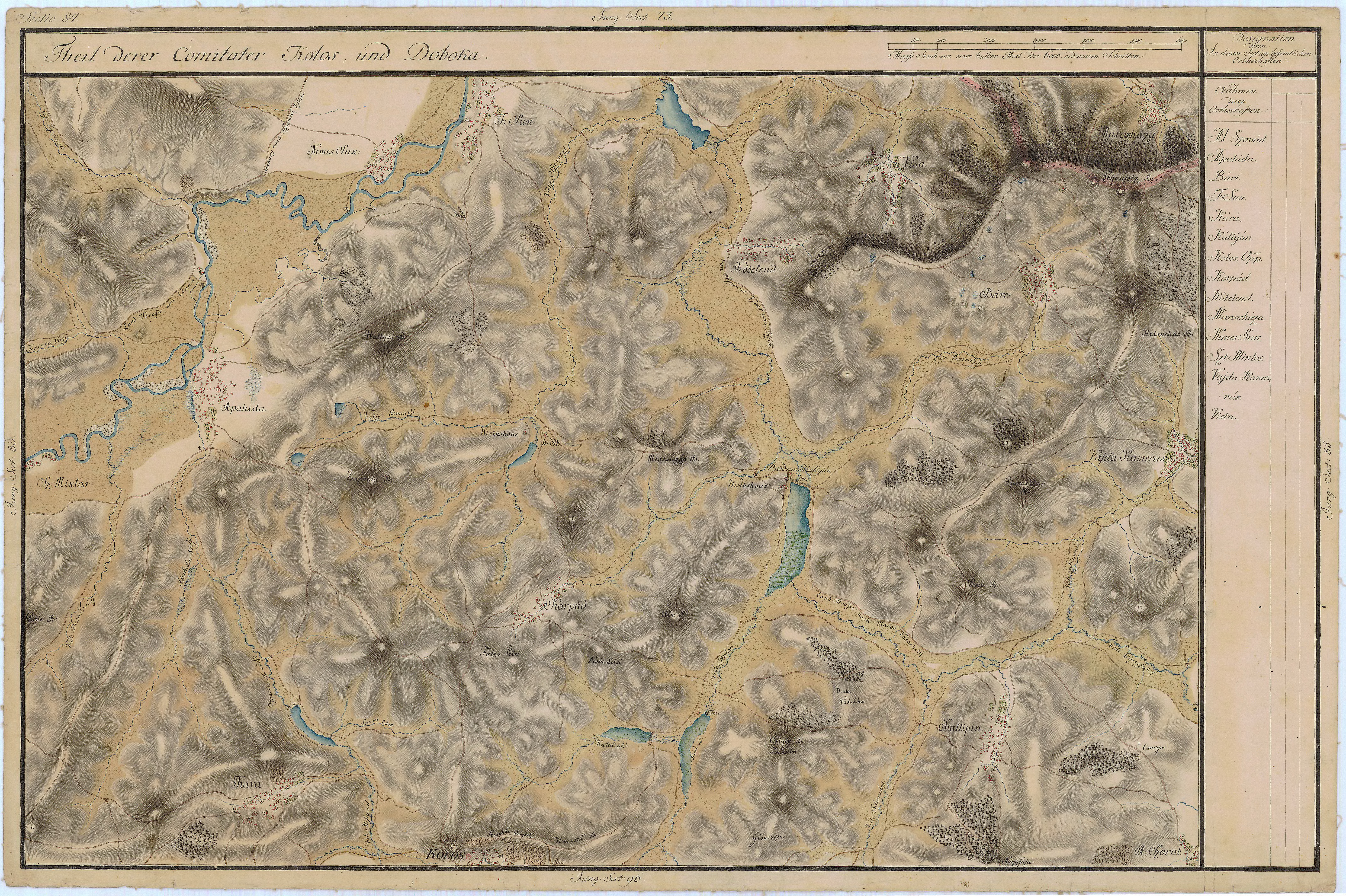
Sânnicoară pe Harta Iosefină a Transilvaniei, 1769-1773 (Sectio 084)

Sânnicoară (în maghiară Szamosszentmiklós) este un sat în comuna Apahida din județul Cluj, Transilvania, România.
Pe Harta Iosefină a Transilvaniei din 1769-1773 (Sectio 084), localitatea apare sub numele de „Sz. Miklos”.

## Despre Sânnicoară
Numele localității provine de la Sfântul Nicolae (Nicoară), a cărui denumire populară este Sânnicoară. 
Vechimea așezării este atestată prin fragmente neolitice de silex găsite în locurile ”Pripor” și ”La Țigla” . În Lab s-a găsit un mormânt din epoca bronzului cu vase de lut și ceașcă de cultură Otomani.
Pe porțiunea de drum roman care trece pe contrapantele Tarcei Mici s-au găsit urme ale așezării romane: ziduri, țigle, olane, ceramică, monede.
Pe locul unde este astăzi grădinița s-au scos la iveală vase romane, cărămizi, ziduri de piatră.
S-a mai găsit ceramică la locul ”După capul satului” și un altar votiv de calcar în 2003.
Din punct de vedere administrativ, localitatea a aparținut de Apahida, apoi de Someșeni, apoi de orașul Cluj și de comuna Apahida, cu care a format o unitate administrativ-comunală.
Mediul de afaceri local este format din societăți și conglomerate de firme cu renume care au găsit un mediu propice dezvoltării afacerilor pe plan local în domeniile: ambalaje de carton, comercializare autoturisme, autoutilitare, utilaje, echipamente agricole și camioane, transport intern și internațional, prelucrare și comercializare produse din carne, depozite carburanți și gpl, depozite farmaceutice și produse metalurgice, etc.
Situarea geografică a localității Sânnicoară la granița cu municipiul Cluj-Napoca, accesul facil la infrastructura rutieră, la centura N-E Cluj centura E-V Cluj, sunt atuurile dezvoltării social-economice a localității Sânnicoară.

## Istoric
Prima atestare documentară este din anul 1363, când apare ca ”Villa Zenthmiklos”, un an mai târziu, în 1364,  fiind menționat ca ”Scenthmiclous”. Secolul al XIV-lea este bogat în denumiri, toponimul mai apare în două variante: în anul 1371 ”poss. Zenthmilos” iar în anul 1389 ”Hospites de Sanct Nicolao” .
Și în secolul al XV-lea sunt câteva notificări cu diferite toponime: în anul 1423 ”Zentmiklos”, în anul 1450 ”Zenthmilos”, în 1472 ”Zenthmiklos” iar în anul 1478 satul să fie numit ”Zenth Myklos”.
Urmează un hiat de aproape trei secole, abia cu ocazia Conscripției Bucow, între anii 1760-1762 să apară toponimul Puszta Sz. Miklos.
Trebuie să treacă alți nouăzeci de ani până la următoarea atestare din secolul al XIX-lea: în anul 1850 apare numele Szint Mikleus, iar în anul 1854 să fie cunoscut sub două denumiri: Puszta-Szent-Miklos și San-Miclaus.
În anul 1924 este menționată Școala Sânnicoară, la care au început să învețe copii din sat. Primul învățător a fost Gheorghe Onișor, după care Nicolae Grosu, dascăl care a înființat un cerc pedagogic pentru cadrele didactice.
Pe măsura trecerii timpului școala evoluează, necesarul de școlarizare fiind tot mai mare. Multiplele transformări ale societății aduc schimbări și în percepția învățământului pe plan local astfel că Primăria și Consiliul Local se implică în dezvoltarea învățământului prin construirea, amenajarea de spații adecvate pentru elevi și corpul profesoral din Sânnicoară. Prin parteneriat local-privat împreună cu World Vision, în anul 2006 se construiește Grădinița Sânnicoară care asigură condiții deosebite de instruire pentru copii din localitate.

## Galerie de imagini

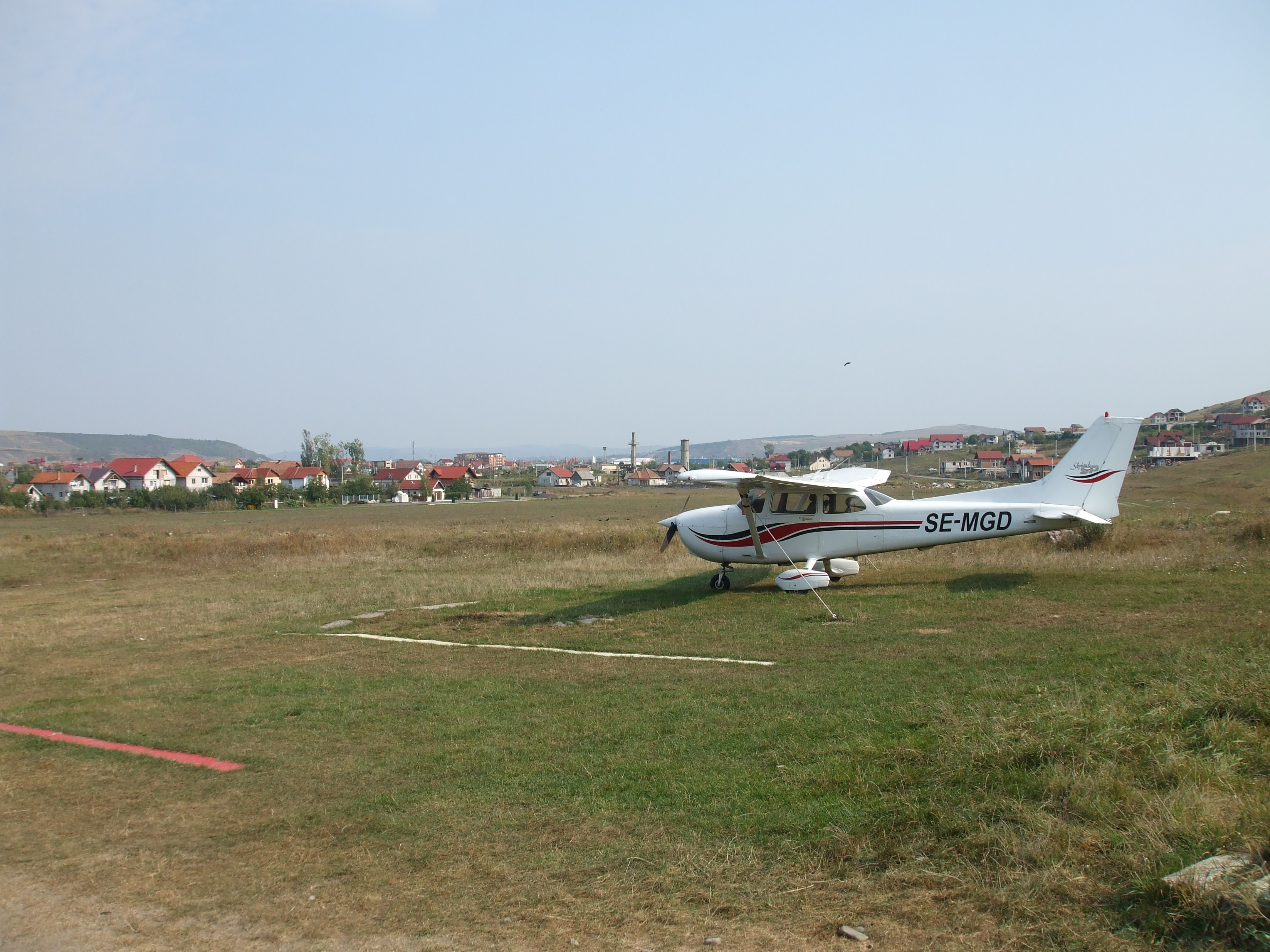
Panorama satului
Şcoala din Sânnicoară